# Agrostis exarata
Agrostis exarata là một loài thực vật có hoa trong họ Hòa thảo. Loài này được Trin. mô tả khoa học đầu tiên năm 1824.

## Hình ảnh

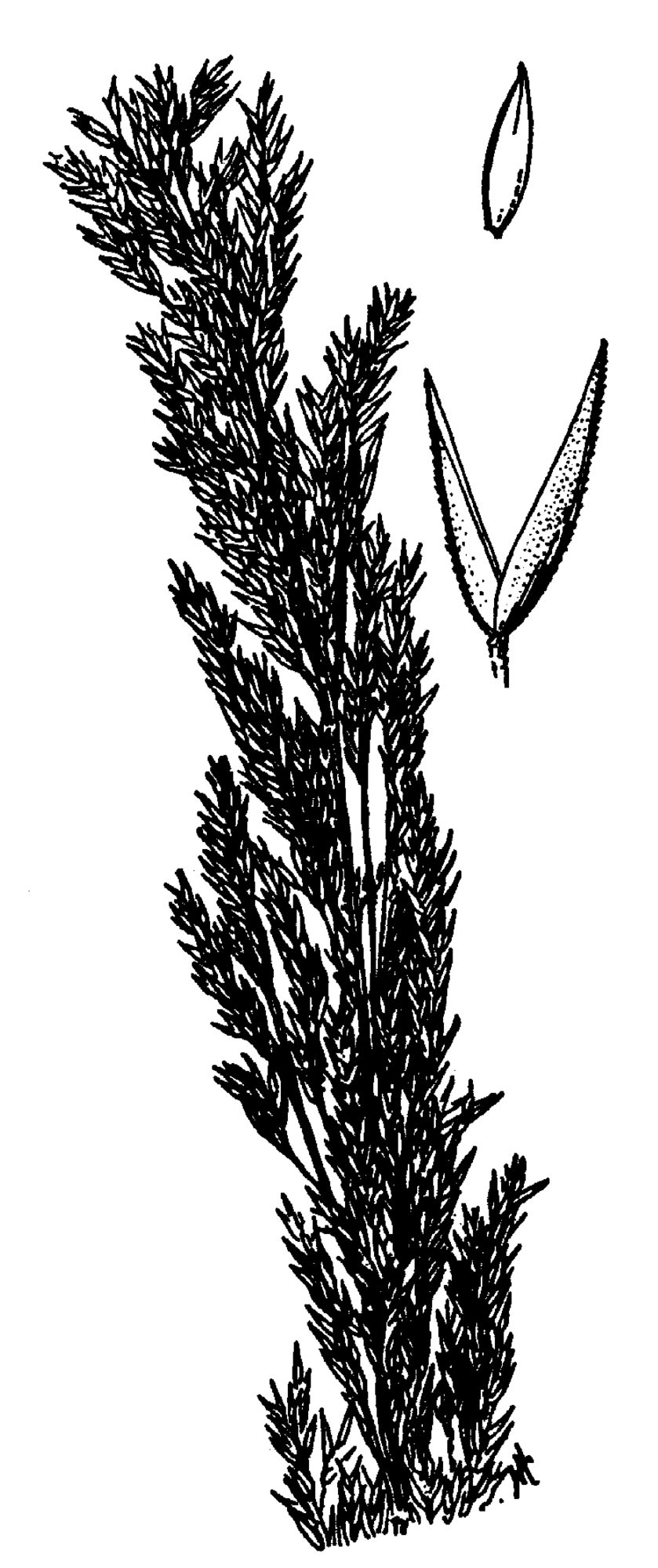
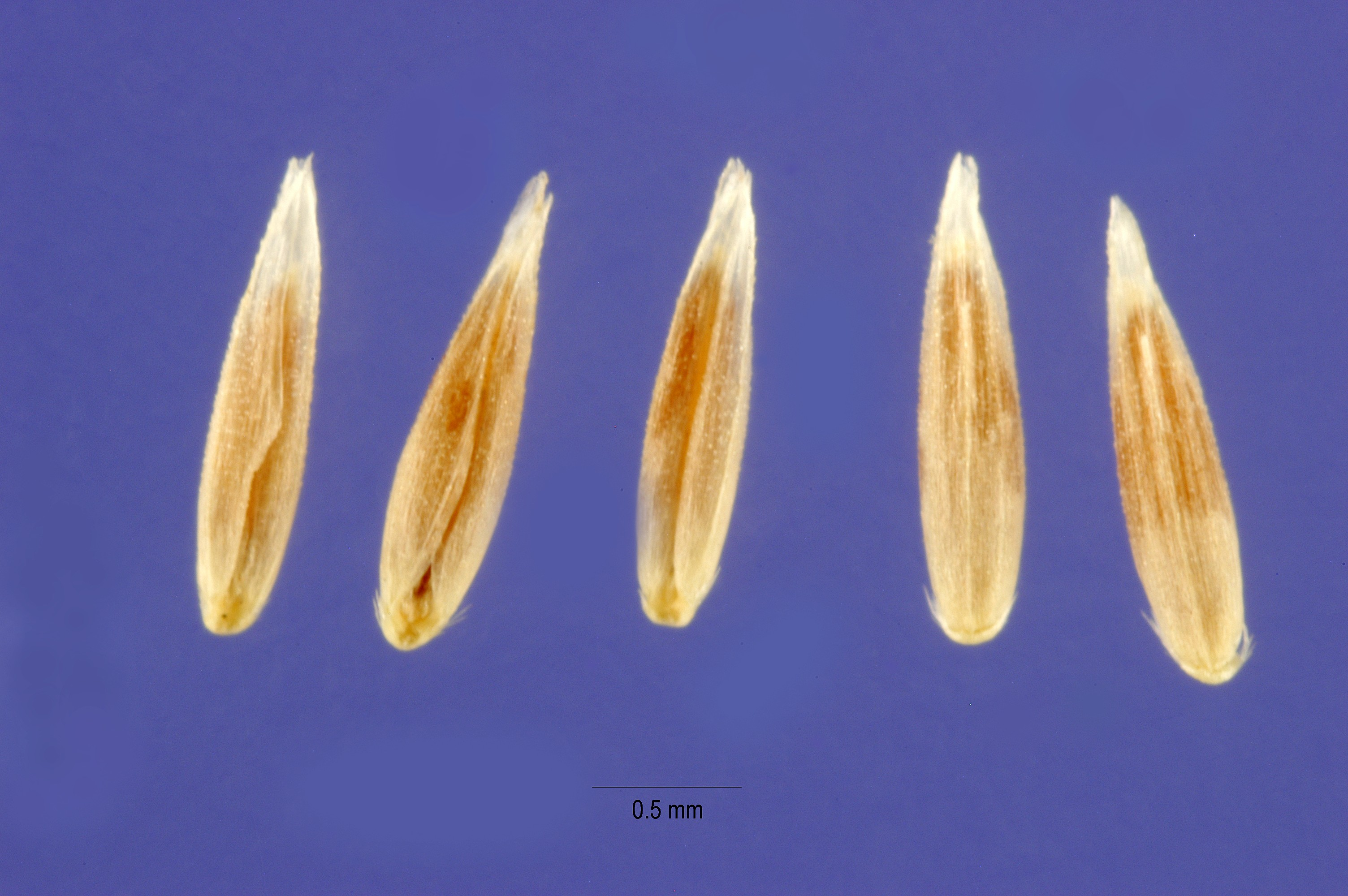